# Jean-Frédéric Astié
Jean-Frédéric Astié (* 21. September 1822 in Nérac im Departement Lot-et-Garonne in Frankreich; † 29. Mai 1894 in Lausanne) war ein französischer evangelischer Geistlicher und Theologe.

## Leben

### Familie
Jean-Frédéric Astié war seit 1858 mit Caroline (geb. Favre) verheiratet.

### Ausbildung
Jean-Frédéric Astié studierte Theologie an der Theologischen Schule der Evangelischen Gesellschaft in Genf; das Anliegen der Reichsgottesarbeit der Gesellschaft führte seinerzeit zu Konflikten mit liberalen theologischen, kirchlichen sowie politischen Strömungen, die 1832 zur Gründung einer eigenen Theologischen Fakultät führten. Er erweiterte sein Studium durch Aufenthalte in Halle und Berlin.

### Werdegang
Jean-Frédéric Astié war von 1848 bis 1853 als Pfarrer an einer französischen Kirche in New York beschäftigt. Von 1856 bis 1893 unterrichtete er an der Freien Theologischen Fakultät in Lausanne die Geschichte der Philosophie, der modernen Theologie, der Religionen sowie der Symbolik.
Von 1872 an gab er, gemeinsam mit Eugène Dandiran (1825–1912), den Compte rendu heraus, den Vorläufer der philosophischen Zeitschrift Revue de théologie et de philosophie.

### Geistliches Wirken
Jean-Frédéric Astié war von der Notwendigkeit der Trennung von Kirche und Staat überzeugt.
Als Schüler von Alexandre Vinet verwarf er ebenso die Inspirationslehre wie auch die liberale Bibelkritik. Er war als kritischer und kompromissloser Theologe darum besorgt, die Freie evangelische Kirche des Kanton Waadt vor der Erstarrung zu bewahren und ihr eine bessere Kenntnis der deutschen Theologie, nach der Theologie von Richard Rothe, zu vermitteln; dieser gab mit dem befreundeten Kirchenhistoriker Carl Ullmann die Theologischen Studien und Kritiken herausgab, das führende Organ der Vermittlungstheologie.

## Ehrungen und Auszeichnungen
1891 ernannte die Universität Straßburg Jean-Frédéric Astié zum Dr. h. c.

## Schriften (Auswahl)
- M. Scherer, ses disciples et ses adversaires. Paris 1854.
- Louis fourteenth and the writers of his age. Boston: J.P. Jewett, 1855.
- Le réveil religieux des États-Unis 1857-1858: d'après les principales publications américaines. Lausanne: Bride, 1859.
- Les deux théologies nouvelles dans le sein du protestantisme français: étude historico-dogmatique. Paris: Ch. Meyrueis, 1862.
- Vinet comme théologien. Paris 1862.
- Histoire de la République des États-Unis. Paris 1865.
- Alexandre Rodolphe Vinet; Jean Frédéric Astié: Outlines of Theology. London, Edinburgh 1865.
- La liberté religieuse et ses conséquences. Amsterdam: Evangelische Alliantie 1867.
- L'orthodoxie et le libéralisme du point de vue de la théologie indépendante: Discours prononcé à la réunion de la Société Pastorale Suisse avec lettre-préface et appendice. Lausanne 1873.
- La Théologie allemande contemporaine. Genf 1874.
- Le premier livre pour les enfants. Toulouse: Soc. des livres religieux, 1875.
- Les évolutions de M. Bersier et sa morale utilitaire. Lausanne: Imer et Payo; Paris: Grassart, 1877.
- Mélanges de théologie et de philosophie. Lausanne 1878.
- L'opportunisme et l'intransigeance en matières religieuses et morales. Lausanne: Libr. Imer et Payot; Paris: Libr. Grassart, 1878.
- Le Vinent de la légende et celni de l'histoire. Paris: Fischbacher, 1882.
- Blaise Pascal; Jean Frédéric Astié: Pensées. Paris: Fischbacher, 1883.
- Réalité, franchise et courage. Paris 1888.
- La fin des dogmes? Lausanne 1891.